# Dálnice Trakija
Dálnice Trakija (bulharsky Aвтомагистрала Тракия – Avtomagistrala Trakija) je dálnice v jižním Bulharsku. Nese označení A1. Spojuje hlavní město Sofie s městem Burgas a vedou po ní Е773 z Burgasu do Čirpanu a Е80 z Čirpanu do Sofie. V provozu je v celé své délce 360 km od roku 2013.

## Jméno
Dálnice nese jméno po historické oblasti Thrákie, bulharsky Тракия (Trakija), na jejímž území probíhá.

## Trasa
Dálnice má km 0,000 na křižovatce se Sofijským okruhem, který je částečně zprovozněn. Až k odbočce na Lozen na km 4,400 je dálnice šestiproudá, odtud čtyřproudá. Z nadmořské výšky zhruba 565 m dálnice stoupá jihovýchodním směrem do hor a u obce Vakarel (838 m) překonává Srednegorje. Trasa běží víceméně souběžně se silnicí I/8 až ke vsi Mirovo. Nedaleko odtud prochází tunelem Trajanova Vrata (773 m n. m.) do údolí řeky Javorica. V těchto úsecích dálnice vede po několika významnějších mostech. Dále postupně klesá po úbočí hor do údolí Marici a poblíž Pazardžiku se stáčí k východu a opět se dostává do souběhu se silnicí I/8, kterou nechává 2 až 5 km na jih. Trasa pokračuje v nadmořské výšce mezi 220 a 150 m, přičemž míjí Plovdiv a na km 168,500 se od ní odpojuje dálnice Marica vedoucí směrem k Istanbulu. Zde se stáčí mírně k severovýchodu a překonává nejjižnější výběžky Sredné gory (234 m), přičemž vede souběžně se silnicí II/66. Postupně, ve vzdálenostech do 15 km míjí města Stara Zagora, Jambol a Sliven a stáčí se téměř k východu. Odtud běží k Burgasu, kde na km 360,000 končí na křižovatce se silnicí I/6 severovýchodně od jeho centra ve vzdálenosti 12 km, přičemž zde leží i její nejnižší místo (cca 25 m n. m.).

## Historie výstavby
Trakija je nejstarší dálnicí v Bulharsku a má v jeho hospodářství klíčový význam. 19. května 1964 bylo přijato rozhodnutí o výstavbě bulharské dálniční smyčky, jejíž je součástí spolu s dálnicemi Chemus a Černo more. Hlavními projektanty dálnice byli inženýři Gabrail Gabrailov a Ivan Kolarov. Stavba byla zahájena v roce 1973. Do roku 1989 byla prováděna především společností Pătni stroeži (Пътни строежи).
- Roku 1978 bylo dokončeno prvních 10 kilometrů od Sofie k odbočce na Novi chan.
- Roku 1984 dosáhla dálnice do Plovdivu.
- Roku 1995 bulharská vláda získala úvěr od Evropské banky pro obnovu a rozvoj a 17. listopadu se zprovoznil úsek z Plovdivu do Orizova, tj. od km 132 do km 165 na sjezdu u Plodovitova.[3]
- V červnu 2000 vláda uzavřela s Evropskou investiční bankou dohodu o poskytnutí 100 miliónů €, přičemž financování bulharské strany představovalo 140 miliónů €. Za tuto částku se měly postavit úseky Orizovo – Stara Zagora a Karnobat – Burgas o celkové délce 74 km.
- Roku 2001 byl zprovozněn silniční uzel Orizovo na km 169,700 do km 169,500. Přitom km 165 je totožný s nultým kilometrem (začátkem) dálnice Marica. Uzel zahrnuje 4 kilometry dálnice Trakija a 5 km dálnice Marica. V následujících deseti letech byly dokončeny koncepční projekty dílů 2, 3 a 4.[4]
- Roku 2004 bulharská vláda rozhodla o dostavbě dálnice a udělení koncese na 35 let bulharsko-portugalskému sdružení Magistrala Trakija k dostavbě a provozování dálnice za právo výběru poplatků z projíždějících vozidel.
- Roku 2005 byla koncesní smlouva podepsána. Smlouva byla kritizována pro údajnou neprůzračnost výběrového řízení a stala se v následujících letech předmětem politických sporů.
- Roku 2006 (1. července) byl zprovozněn 1. podúsek dílu 1 (silniční uzel Orizovo – Čirpan). Dále byl 2. listopadu zprovozněn díl 5 (Karnobat – Burgas) na konci dálnice. Limitní cena dílu 5 v délce 35,2 km byla 150,266 miliónů leva.
- Roku 2007 (5. října) byl zprovozněn 2. podúsek dílu 1 (Čirpan – Stara Zagora). Součástí této stavby byla i přestavba stávajícího kruhového křížení se silnicí Stara Zagora – Chaskovo na křížení ve tvaru úplného čtyřlístku. Limitní cena celého dílu 1 v délce 38,7 km byla 198,160 miliónů leva.
- Roku 2008 ukončila nová bulharská vláda platnost koncesní smlouvy s odvoláním na neplnění smlouvy ze strany koncesionáře, především nezajištění financování. Zároveň pověřila ministerstvo místního rozvoje a ministerstvo financí prozkoumat jiné možnosti financování dostavby úseku dálnice ze Staré Zagory do Karnobatu. V průběhu roku stanovilo generální ředitelství Vnitřní trh a služby při Evropské komisi tržní procedury nezbytné pro další dostavbu dálnice.[2]
- Roku 2009 byl zahájen výběr zhotovitele dílu 2 (Stara Zagora – Nova Zagora) v délce 31,8 km. Soutěž vyhrálo sdružení Trejs Grup Chold (Трейс Груп Холд) za 137,868 miliónů leva s lhůtou plnění 25 měsíců.[5]
- Roku 2010 byly zahájeny práce na posledních úsecích podle projektu Dostavba dálnice Trakija, díly 2, 3 a 4 o celkové délce 115 km. Investice ve výši 699 648 297,19 leva byly financovány z kohezního fondu Evropské unie a z bulharského státního rozpočtu. Na výstavbu dílu 3 (Nova Zagora –Jambol) v délce 35,7 km byla vybrána řecká firma Aktor za cenu 111,644 melónů leva s lhůtou plnění 25 měsíců.[5] Výstavbu dílu 4 (Jambol – Karnobat) v délce 49,28 km vyhrálo sdružení devíti bulharských firem Trakija IV za cenu 174,706 miliónů leva (včetně DPH 209,646 miliónů) s lhůtou plnění 28 měsíců.[6]
- Roku 2011 byla navýšena cena dílu 4 o 13 miliónů leva z důvodu pronikání podzemní vody z blízkých zavlažovacích kanálů.[7]
- Roku 2012 byly uveden do provozu díl 2 (1. července),[8] díl 3 (12. července)[9] a 1. podúsek dílu 4 (Jambol – Zimnica) v délce 14,8 km (26. srpna).[10]
- Roku 2013 byly uveden do provozu 2. podúsek dílu 4 (Zimnica – Karnobat) v délce 34,28 km (28. ledna), čímž byla dálnice zprovozněna v celé délce.[11]

## Inženýrská díla

### Tunely

#### Trajanova vrata
Tunel Trajanova vrata (bulharsky тунел Траянови врата) byl postaven v 70. letech 20. století. Tunelová trouba ve směru Sofie – Plovdiv má délku 739 m, v opačném směru 746 m; šířka každé trouby je 12,5 m a má plochu průřezu 78 m².

### Mosty
Z mostů na dálnici Trakija jsou významnější tři mostní díla: most Vakarel, most na km 61,000 a most na km 67,000.

#### Vakarel
Most Vakarel (bulharsky виадукт Вакарел) se nachází poblíž dědiny Vakarel a zdejší údolí přechází ve výšce přes 100 m. Jde o dva souběžné mosty, každý o šířce 14 m s železobetonovou nosnou konstrukci. 

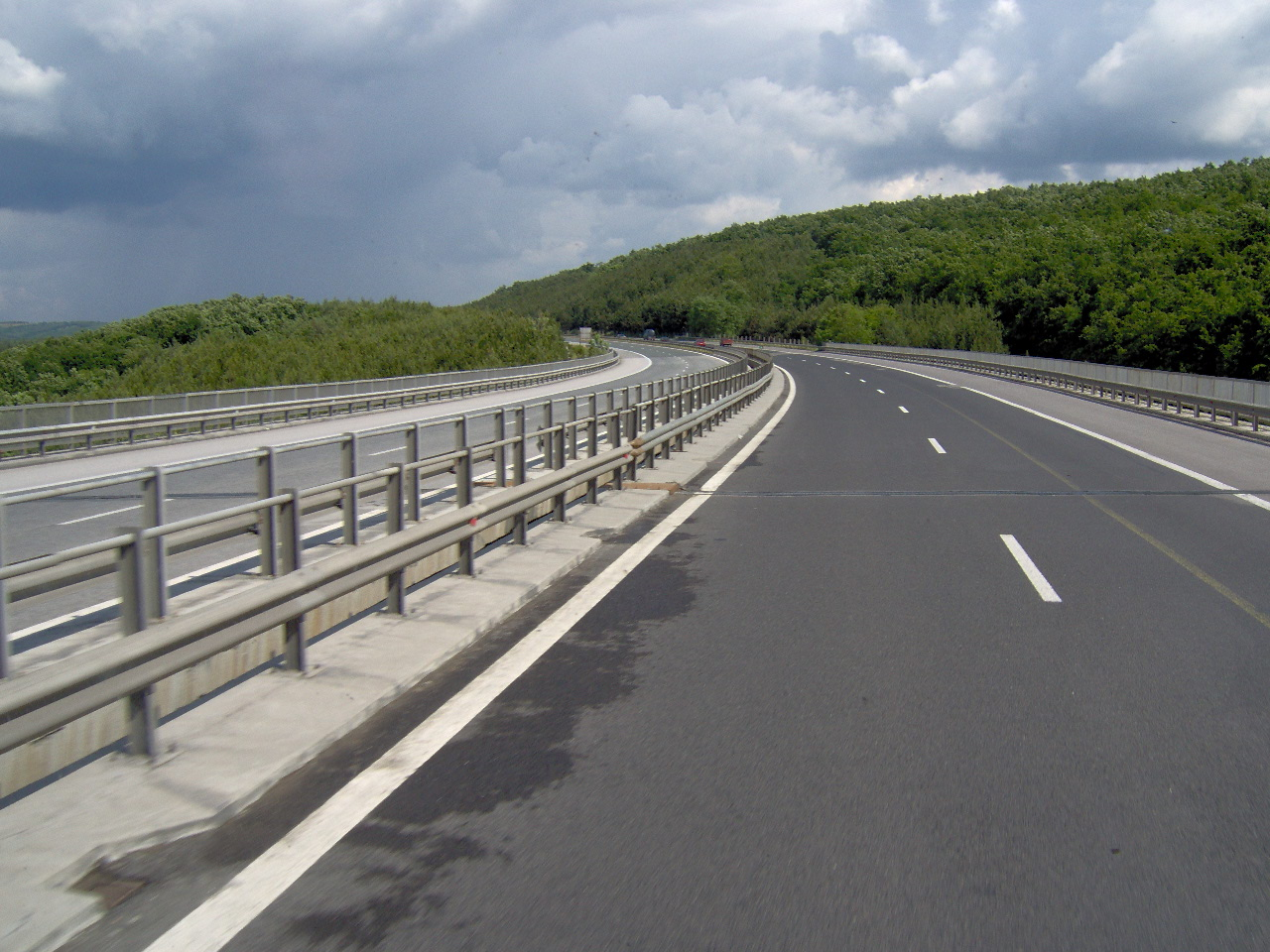
Dálnice na mostě přes říčku Tărnava (km 16.000)
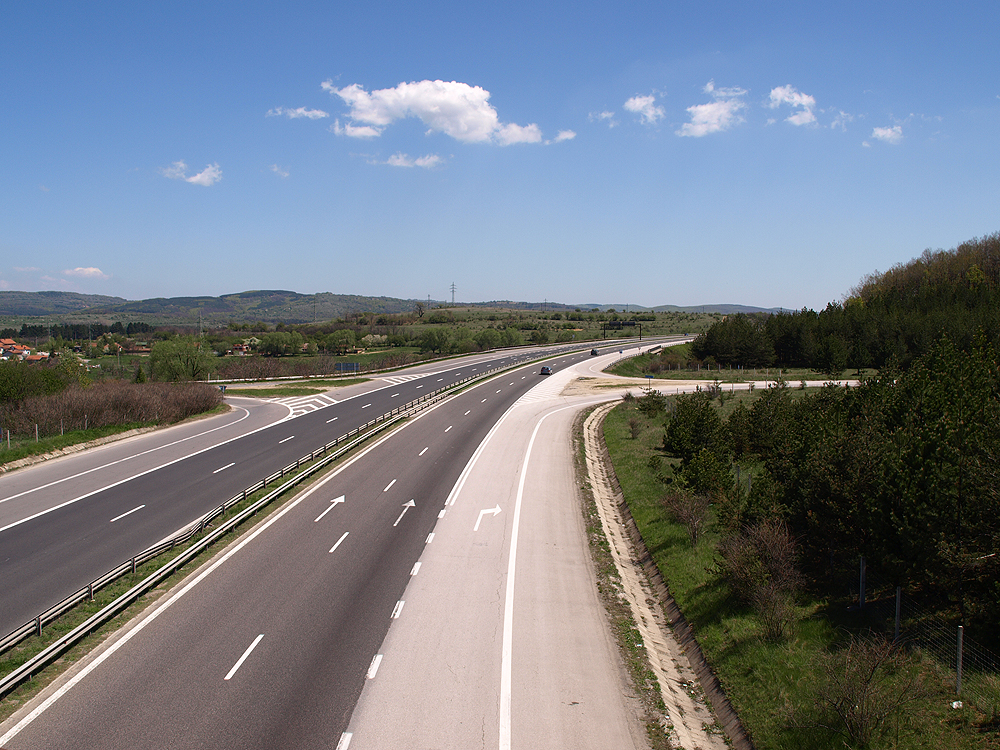
Dálnice u sjezdu Vakarel – Panagjurište
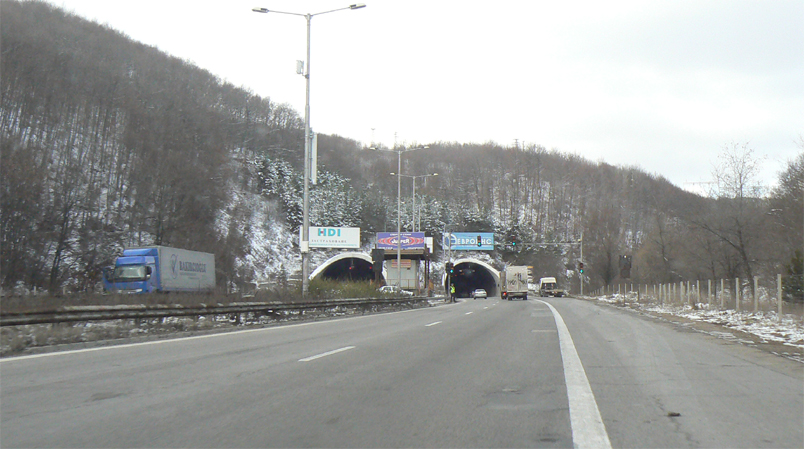
Tunel Trajanova vrata